# Tour de France 2026
Le Tour de France 2026 sera la 113e édition du Tour de France cycliste et se déroulera du 4 au 26 juillet 2026. Cette course cycliste masculine sur route est l'un des trois grands tours de la saison.

## Parcours

### Communications officielles
Le 18 juin 2024, Christian Prudhomme, directeur du Tour de France, annonce que le grand départ de l'édition 2026 sera donné à Barcelone. Les deux premières étapes auront lieu autour de Barcelone ainsi que le départ de la troisième étape qui se dirigera en direction de la frontière française. Les détails concernant les premières étapes sont communiqués le 25 février 2025.
En février 2025, il est révélé que le Tour de France 2026 commencera par un contre-la-montre par équipes, dans la ville de Barcelone, d'une longueur de 19,7 kilomètres. La deuxième étape, longue de 178 kilomètres, aura pour départ Tarragone et pour arrivée Barcelone. Le lendemain, la troisième étape partira de Granollers pour une destination, en direction de la France, encore inconnue,.
La présentation du parcours se déroulera le jeudi 23 octobre 2025 au Palais des Congrès de Paris.

## Étapes
| Étape     | Date            | Villes étapes                     |                              | Distance (km) | Vainqueur d’étape | Leader du classement général |
| --------- | --------------- | --------------------------------- | ---------------------------- | ------------- | ----------------- | ---------------------------- |
| 1re étape | sam. 4 juillet  | Barcelone (ESP) – Barcelone (ESP) | Contre-la-montre par équipes | 19,7          |                   |                              |
| 2e étape  | dim. 5 juillet  | Tarragone (ESP) – Barcelone (ESP) |                              | 178           |                   |                              |
| 3e étape  | lun. 6 juillet  | Granollers (ESP) – ...            |                              |               |                   |                              |
| 21e étape | dim. 26 juillet | ... – Paris - Champs-Élysées      |                              |               |                   |                              |